# Top Spin
Pour les articles homonymes, voir Top Spin (homonymie).
 (mars 2020).
Si vous disposez d'ouvrages ou d'articles de référence ou si vous connaissez des sites web de qualité traitant du thème abordé ici, merci de compléter l'article en donnant les références utiles à sa vérifiabilité et en les liant à la section « Notes et références ».
Top Spin est un jeu vidéo de tennis développé par le studio français PAM et sorti sur Xbox en 2003. Le jeu a été adapté sur Windows et PlayStation 2.

## Système de jeu
Le gameplay du jeu reprend certaines bases de Virtua Tennis de Sega tout en ayant une approche plus réaliste de la discipline. La puissance du coup donné dépend du temps « de préparation » de ce coup, et de la vitesse de la balle au moment de la réception. La jouabilité est basée sur quatre boutons qui correspondent à un type d'effet particulier : coup plat, coup lifté, slice et lob. 
Une barre de confiance (D.L.Z. Dans La zone) se remplit lorsque le joueur réussit de beaux coups, et permet de servir ou jouer avec les amortis et les coups risqués (gâchettes L. et R.) avec moins de chance d'échouer.
Un mode « carrière » permet de créer un personnage et de tenter, à travers l'entraînement, les matchs et les championnats de le faire progresser. Sur PlayStation 2, il est possible d'utiliser la caméra EyeToy pour modéliser un personnage à son image.
Le mode jeu en ligne permet d'affronter des adversaires aux quatre coins du monde via le Xbox Live (et le XSN). Les versions Windows (2004) et PlayStation 2 (2005) proposent également le jeu en ligne.
Top Spin met en scène seize stars du circuit ATP et WTA comme Lleyton Hewitt, Anna Kournikova, Sébastien Grosjean ou Martina Hingis.

## Récompenses
- Meilleur jeu de tennis, Blast Magazine, novembre 2003
- Meilleur jeu de sports, Dallas Morning News, décembre 2003
- Prix d'or, Electronic Gaming Monthly, décembre 2003
- Meilleur jeu de sports, ESPN.com, décembre 2003
- Prix choix de l'éditeur, GameSpot, octobre 2003
- Prix choix de l'éditeur Award, IGN, novembre 2003
- Meilleur jeu de sports, Kansas City Star, décembre 2003
- Meilleur jeu de sports, New York Journal News, décembre 2003
- Meilleur jeu 2003, Official Xbox Magazine, février 2003
- Prix choix de l'éditeur, Official Xbox Magazine, décembre 2003
- Prix des lecteurs de TeamXbox 2003
- Meilleur jeu de sports, TeamXbox, décembre 2003
- Meilleur jeu de sports, Official Xbox Magazine, février 2004
- Jeu de tennis de l'année, PLAY Magazine, février 2004
- Meilleur jeu de sports, Press Enterprise (CA), janvier 2004
- Meilleur jeu de sports, Providence Journal, janvier 2004
- Meilleur titre de tennis, SportsTicker,  janvier 2004